# 피베테아우사우루스
피베테아우사우루스는 주로 석화된 머리로 잘 알려진 유럽의 쥐라기 중기 메갈로사우루스과 공룡의 한 속이다. 화석은 알로사우루스와 닮았지만, 머리가 더 크고 눈의 뿔은 강하지 못하다. 몸길이는 11미터, 몸무게는 2톤에 달한다.

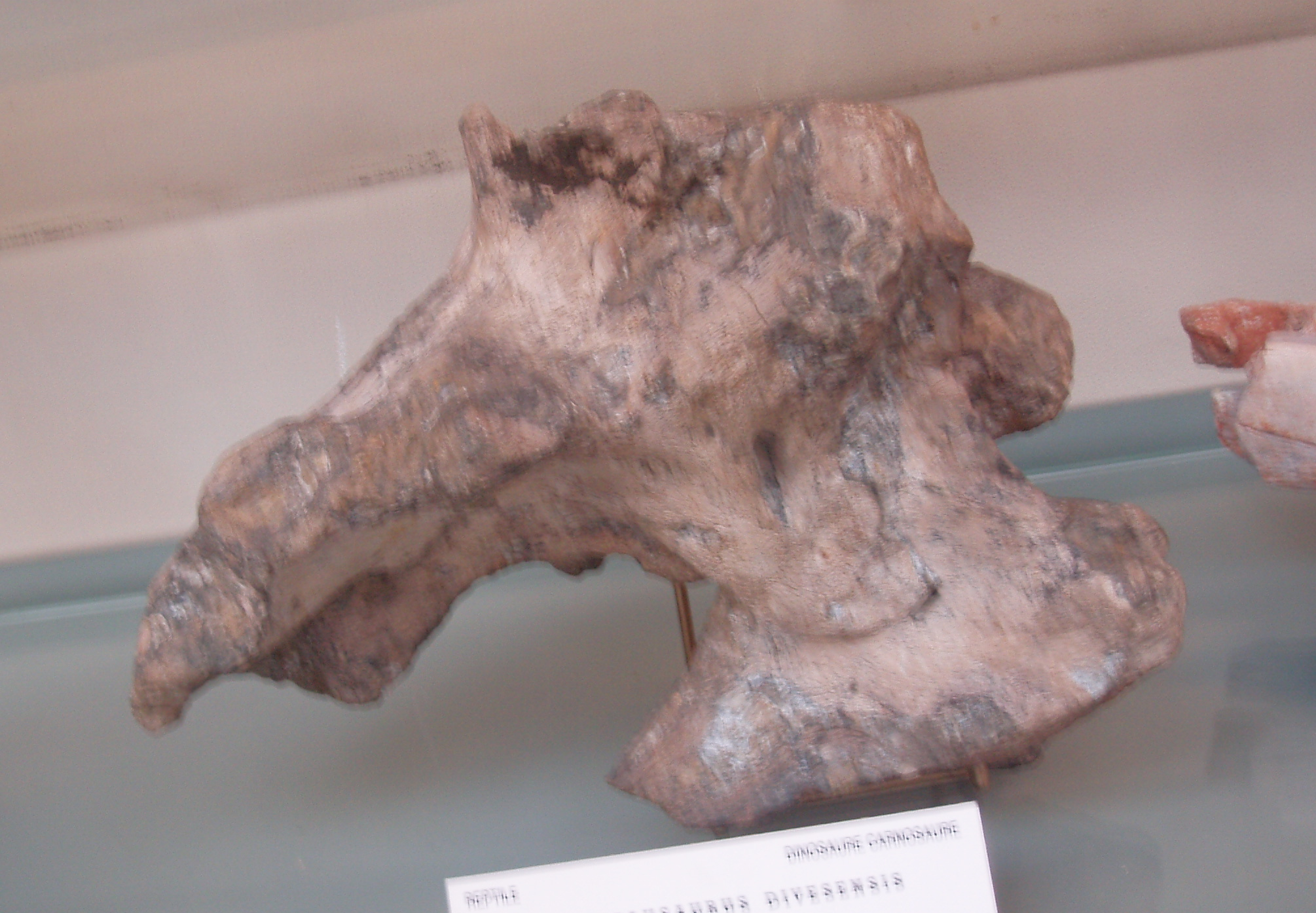
피베테아우사우루스 디베센시스의 두개.

모식종 피베테아우사우루스 디베센시스는 1964년 워커에 의해 에우스트렙토스폰딜루스에 분류되었다가 1977년 타케와 웰즈에 의해 재분류되었다.

## 참고
- https://web.archive.org/web/20081202102431/http://www.users.qwest.net/~jstweet1/tetanurae.htm